# سام هالبرت
سام هالبرت (بالإنجليزية: Sam Hulbert)‏ هو مهندس أمريكي، ولد في 12 أبريل 1936، وتوفي في 29 يناير 2016.